# Butcher Babies
Butcher Babies — американская метал группа из Лос-Анджелеса, Калифорния. Группа была создана в 2010 году Крисом Варнером , Джейсоном Клейном и Генри Флюри, бывшими членами групп Amen, Azdachao и Scars of Tomorrow, к которым присоединились Хейди Шеперд и Карла Харви, которые были участницами кавер-группы Switchblade Kitty. На данный момент группа выпустила два EP и четыре студийных альбома Их дебютный альбом Goliath, который был выпущен 9 июля, 2013 года лейблом Century Media Records. За первую неделю в США было продано 3,300 копий, что позволило ему занять 1 позицию в Billboard Heatseeker и 107 позицию в The Billboard 200.
Butcher Babies известны своим эпатажным и провокационным имиджем, особенно на ранних этапах карьеры: на концертах Карла и Хэйди выступали почти полностью обнаженными (позднее обе вокалистки стали носить кожаные корсеты), измазанные в «крови», с микрофонами, стилизованными под мясницкие ножи..

## История

### Ранние годы (2011—2012)
В 2011 году Butcher Babies выпускают свой первый диск, одноимённый EP. Также, в июле, они выпускают книгу комиксов в «Comic Con International» в Сан-Диего. Комикс был написан Карлой Харви и проиллюстрирован Энтони Вином. По мнению рок-журналиста Кита Валкорта, Butcher Babies это «самая горячая группа в мире», сочетающая в своем звучании хэви-метал, панк и трэш, как Pantera, а также вобравшая в себе сценические образы Alice Cooper и Rob Zombie. « Значительно на рост популярности группы повлияло их видео на Youtube, на котором они исполняли песню „Fucking Hostile“ группы Pantera.
6 января 2012 года, Butcher Babie» выпускают сингл «Mr. Slowdeath», на который 24 мая они выпускают свой первый клип, спродюсированный Мадроком (Avenged Sevenfold, Godsmack).

### Goliath(2013)
В ноябре группа подписывает контракт с «Century Media Records», после чего они отправляются в тур по США вместе с Marilyn Manson. Через некоторое время стало известно что группа готовит свой первый полноформатный альбом, Goliath, продюсером которого станет Джош Вилбар (Gojira, Lamb of God, Hatebreed).
В июне был выпущен сингл с нового альбома «I Smell a Massacre». А 20 июня в сеть была выложена другая песня, под названием «The Deathsurround». 9 июля, группа выпускает свой дебютный альбом Goliath на лейбле «Century Media Records». За первую неделю было продано 3 300 копий, благодаря чему альбом занял 107-е место в «The Billboard 200 chart». После выпуска альбома, Butcher Babies отправляются в тур, во время которого они выступают на Rockstar Energy Drink Mayhem Festival 2013.После этого, они гастролировали в США с Danzig и были приглашены играть на Rob Zombie’s Great American Nightmare.

### EPUncovered(2014)
В начале 2014 года группа впервые отправилась в европейский тур. Весной 2014 года группа гастролирует вместе с Black Label Society и Down. Летом группа возвращается в студию для записи мини-альбома с продюсером Логаном Мейдером (DevilDriver, Gojira, Five Finger Death Punch). EP Uncovered вышел 30 сентября в Северной Америке (6 октября в Европе). Синглом с этого ЕР стал трек «They’re coming to take me away» (кавер на Napoleon XIV) Песня достигла 4-й позиции в одном из Британских чартов. 23 октября на неё вышел клип. Незадолго до выхода Uncovered Butcher Babies отправились в тур по США, в рамках которого группа выступила на Knotfest.
5 ноября 2014 года, группа объявила о начале работы над вторым студийным альбомом.

### Take It Like A Man(2015)
Butcher Babies завершили работу над альбомом 3 апреля 2015 года. Релиз включил в себя перезаписанную версию первого сингла группы 2010 года, «Blonde Girls All Look the Same».
10 июня 2015 года, группа объявила название своего предстоящего альбома, Take it Like a Man, а также выпустила первый сингл альбома, «Monsters Ball», несмотря на первоначальные планы выпустить «Never Go Back» в качестве ведущего сингла. Лейбл выразил неприязнь к названию альбома и обложке, поэтому участникам группы пришлось приложить усилия, чтобы сохранить их.
26 июня, группа выпустила клип на сингл, «Monsters Ball». 11 июля выпущена песня «Never Go Back» в качестве второго сингла альбома. В это же время Butcher Babies выступили на нескольких крупных фестивалях Европы, таких как Hellfest, Graspop и др. 21 августа состоялся релиз Take It Like A Man, к каждой из 12 новых песен был снят видеоклип в виде «живого» выступления.

### Lilith(2017)
17 октября 2017 года вышел новый альбом Lilith, обозначивший новый уровень развития группы. В данное время группа записывает новый альбом.

### 2019 — настоящее время
22 января 2019 года Butcher Babies опубликовали черно-белый слоган и фотографии с возможными названиями песен в новом предстоящем 4-м альбоме на своей странице в Инстаграме. Название альбома и дата его выхода ещё не объявлены.
30 октября 2020 года Butcher Babies выпустили новую песню под названием «Bottom of the Bottle».
Второй сингл «Sleeping with the Enemy», был выпущен 11 декабря того же года.
В течение 2021 года группа выпустила еще несколько синглов: «Yorktown» 12 февраля, «Last Dance» 7 апреля и «It's Killin‘ Time, Baby!» 27 августа. 
28 октября 2022 года группа выпустила еще один сингл «Best Friend» (кавер-версия, первоначально исполненная исполнителем Saweetie), за которым последовали «Beaver Cage» и «Red Thunder», выпущенные 10 февраля и 12 мая 2023 года,
9 июня 2023 года был выпущен сингл «Last December» в преддверии их четвертого альбома под названием «Eye for an Eye /...Til the Worlds Blind», релиз которого запланирован на 7 июля 2023 года.
С конца октября по середину декабря 2023 года группа выступает после на разогреве у группы Fear Factory в европейском турне DisrupTour 2023.

## Музыкальный стиль и влияния
Музыка Butcher Babies обычно классифицируется критиками как смесь грув-метала и металкора. По словам музыкантов, на них повлияло творчество Marilyn Manson, Slayer, Slipknot, и такие фильмы ужасов как «Техасская резня бензопилой», «Дом 1000 трупов» и «Изгнанные дьяволом». Кроме того на группу оказала огромное влияние группа Plasmatics, в честь песни Butcher Babies которой группа и носит своё нынешнее название. В интервью Artisan News, Хэйди и Карла рассказали, что на их стиль выступлений повлияла Wendy O' Williams, известная свои шокирующим поведением на сцене. Хэйди и Карла неоднократно называли среди своих любимых музыкантов Slipknot, Iron Maiden, Уэнди Уильямс, Гвен Стефани и Джоан Джетт.
Любимыми группами Джейсона, Генри и Криса являются Cannibal Corpse, Meshuggah и Marilyn Manson.

## Состав группы
Текущий состав
- Хайди Шеперд — вокал (2010-настоящее время)
- Карла Харви — вокал (2010-настоящее время)
- Джейсон Клейн — бас-гитара (2010-настоящее время)
- Генри Флури — гитара (2010-настоящее время)
- Чейз Брикенден — ударные (2017-настоящее время)

Бывшие участники
- Крисси Ворнер — ударные (2010-март 2017)

## Дискография

### Альбомы
| №                   | Название                                      | Длительность |
| ------------------- | --------------------------------------------- | ------------ |
| 1.                  | «Axe Wound»                                   | 4:14         |
| 2.                  | «Mr. Slowdeath»                               | 2:52         |
| 3.                  | «Jesus Needs More Babies For His War Machine» | 4:56         |
| 4.                  | «National Bloody Anthem»                      | 1:23         |
| Общая длительность: | Общая длительность:                           | 12:44        |

| №   | Название                                                | Длительность |
| --- | ------------------------------------------------------- | ------------ |
| 1.  | «I Smell A Massacre»                                    | 3:34         |
| 2.  | «Magnolia Blvd.»                                        | 4:05         |
| 3.  | «C8h18 (Gasoline)»                                      | 3:44         |
| 4.  | «Grim Sleeper»                                          | 4:01         |
| 5.  | «Goliath»                                               | 3:28         |
| 6.  | «In Denial»                                             | 4:04         |
| 7.  | «Give Me Reason»                                        | 3:24         |
| 8.  | «The Mirror Never Lies»                                 | 4:01         |
| 9.  | «Dead Poet»                                             | 4:33         |
| 10. | «The Deathsurround»                                     | 3:05         |
| 11. | «Axe Wound»                                             | 4:15         |
| 12. | «Werewolf Of Wysteria (Bonus Track) (Japanese Edition)» | 3:00         |

| №  | Название                         | Длительность |
| -- | -------------------------------- | ------------ |
| 1. | «Beer Drinkers And Hell Raisers» | 2:54         |
| 2. | «They're Coming To Take Me Away» | 3:16         |
| 3. | «Don't Give A Fuck»              | 2:22         |
| 4. | «Crazy Horses»                   | 2:55         |
| 5. | «Pussy Whipped»                  | 2:32         |

| №   | Название                                                 | Длительность |
| --- | -------------------------------------------------------- | ------------ |
| 1.  | «Monsters Ball»                                          | 3:57         |
| 2.  | «Igniter»                                                | 2:46         |
| 3.  | «The Cleansing»                                          | 3:55         |
| 4.  | «The Butcher»                                            | 3:58         |
| 5.  | «Gravemaker»                                             | 4:41         |
| 6.  | «Thrown Away»                                            | 3:38         |
| 7.  | «Never Go Back»                                          | 3:28         |
| 8.  | «Marquee»                                                | 4:19         |
| 9.  | «Blood Soaked Hero»                                      | 3:36         |
| 10. | «Dead Man Walking»                                       | 4:37         |
| 11. | «For the Fight»                                          | 3:20         |
| 12. | «Blonde Girls All Look the Same»                         | 2:42         |
| 13. | «Serpents Or Disciples (Bonus Track) (Japanese Edition)» | 4:20         |

| №   | Название                                                          | Длительность |
| --- | ----------------------------------------------------------------- | ------------ |
| 1.  | «Burn The Straw Man»                                              | 4:05         |
| 2.  | «Lilith»                                                          | 3:27         |
| 3.  | «Headspin»                                                        | 3:32         |
| 4.  | «Korova»                                                          | 4:05         |
| 5.  | «#iwokeuplikethis»                                                | 3:01         |
| 6.  | «The Huntsman»                                                    | 3:06         |
| 7.  | «Controller»                                                      | 3:04         |
| 8.  | «Oceana»                                                          | 3:32         |
| 9.  | «Look What We've Done»                                            | 2:35         |
| 10. | «Pomona (Shit Happens)»                                           | 3:13         |
| 11. | «Underground and Overrated»                                       | 3:59         |
| 12. | «Beer Drinkers & Hell Raisers (Bonus Track) (Japanese Edition)»   | 2:54         |
| 13. | «They're Coming To Take Me Away (Bonus Track) (Japanese Edition)» | 3:16         |
| 14. | «Don't Give A Fuck (Bonus Track) (Japanese Edition)»              | 2:22         |
| 15. | «Crazy Horses (Bonus Track) (Japanese Edition)»                   | 2:55         |
| 16. | «Pussy Whipped (Bonus Track) (Japanese Edition)»                  | 2:32         |

### Синглы
| Год  | Песня                            | Максимальная позиция в чартах | Максимальная позиция в чартах | Максимальная позиция в чартах | Максимальная позиция в чартах | Альбом                         |
| Год  | Песня                            | US                            | US Alt.                       | US Main.                      | US Rock                       | Альбом                         |
| ---- | -------------------------------- | ----------------------------- | ----------------------------- | ----------------------------- | ----------------------------- | ------------------------------ |
| 2011 | «Blonde Girls All Look the Same» | —                             | —                             | —                             | —                             | Blonde Girls All Look the Same |
| 2012 | «Mr. Slowdeath»                  | —                             | —                             | —                             | —                             | Butcher Babies EP              |
| 2013 | «I Smell a Massacre»             | —                             | —                             | —                             | —                             | Goliath                        |
| 2014 | «They’re coming to take me away» |                               |                               |                               |                               | Uncovered EP                   |
| 2015 | «Monster`s Ball»                 |                               |                               |                               |                               | Take It Like a Man             |
| 2015 | «Never Go Back»                  |                               |                               |                               |                               | Take It Like a Man             |
| 2017 | «Headspin»                       |                               |                               |                               |                               | Lilith                         |
| 2017 | «Lilith»                         |                               |                               |                               |                               | Lilith                         |

### Видеоклипы
| Год  | Название                                 | Режиссёр                  | Альбом             |
| ---- | ---------------------------------------- | ------------------------- | ------------------ |
| 2012 | «Mr. Slowdeath»                          | —                         | Butcher Babies EP  |
| 2013 | «Magnolia Blvd»                          | Дэниэл Андрес Гомес Бэгби | Goliath            |
| 2014 | «I Smell a Massacre»                     | —                         |                    |
| 2014 | «They’re Coming to Take Me Away Ha-Haa!» | —                         | Uncovered          |
| 2015 | «Monsters Ball»                          | Dan Dobi                  | Take It Like a Man |
| 2015 | «For the Fight»                          | Mike Gevorgian            | Take It Like a Man |
| 2015 | «Igniter»                                | —                         | Take It Like a Man |
| 2017 | «Lilith»                                 | —                         | Lilith             |
| 2017 | «Headspin»                               | —                         | Lilith             |